# 謝菲·布馬
謝菲·奇雲·雲賀姆特·布馬（荷蘭語：Jeffrey Kevin van Homoet Bruma，1991年11月13日— ），簡稱謝菲·布馬（荷蘭語：Jeffrey Bruma），是一名荷蘭足球運動員，司職中堅，亦可擔任右閘，現效力於土超球會卡森柏沙。他的兄長馬西亞諾·布馬亦是一名足球員。

## 球會
2007年，15歲的布馬以10萬英鎊的轉會費從飛燕諾青訓轉投車路士青訓，並且在16歲時於車路士預備隊首次上陣。2007/08球季，他在足總青年盃的每場賽事都有上陣，與此同時他也是青年聯賽上陣次數最多的球員。2009年9月，他獲球會列入歐聯名單，並在對葡萄牙球會波圖的賽事中擔任後備10月24日，他在以5-0的比分擊敗布力般流浪的賽事中後備入替而首次於英超上陣。12月2日，他在聯賽盃八強對布力般流浪的賽事中入替朱利安奴·比列堤而首次在聯賽盃上陣，車路士最終在互射十二碼階段落敗。2010年9月1日，他與球會簽訂了四年合約，使他會留在車路士直至2014年。雖然，他已經在車路士一隊上陣過，但他依舊為青年隊效力，並在2010年足總青年盃決賽的首回合於維拉公園球場對阿士東維拉的賽事中攻入一球，兩回合計車路士以3-2的比分擊敗對手，自1961年以來再次奪取這項賽事的冠軍。
2011年2月11日，車路士於1月轉會窗簽入大衛·雷斯後，讓布馬借用到英冠球會莱斯特城直至球季結束，翌日作客2-0擊敗打比郡於賽事末段首次後補登場。
2011年6月13日布馬以借將身份加盟德甲球會漢堡，為期兩個球季，車路士有權於一年後召回。

## 國際賽
布馬是荷蘭U21國腳。2009年10月13日，他在歐洲U-21足球錦標賽外圍賽對波蘭U21的賽事中處子上陣。
2010年7月，布馬獲選入荷蘭國家足球隊，並在以1-1逼和烏克蘭的賽事中首次代表荷蘭上陣。

## 外部連結
- 足球数据库：謝菲·布馬的球员统计数据（英文）
- fussballdaten.de：謝菲·布馬之統計數據 （德文）